# Bundesgartenschau 2009

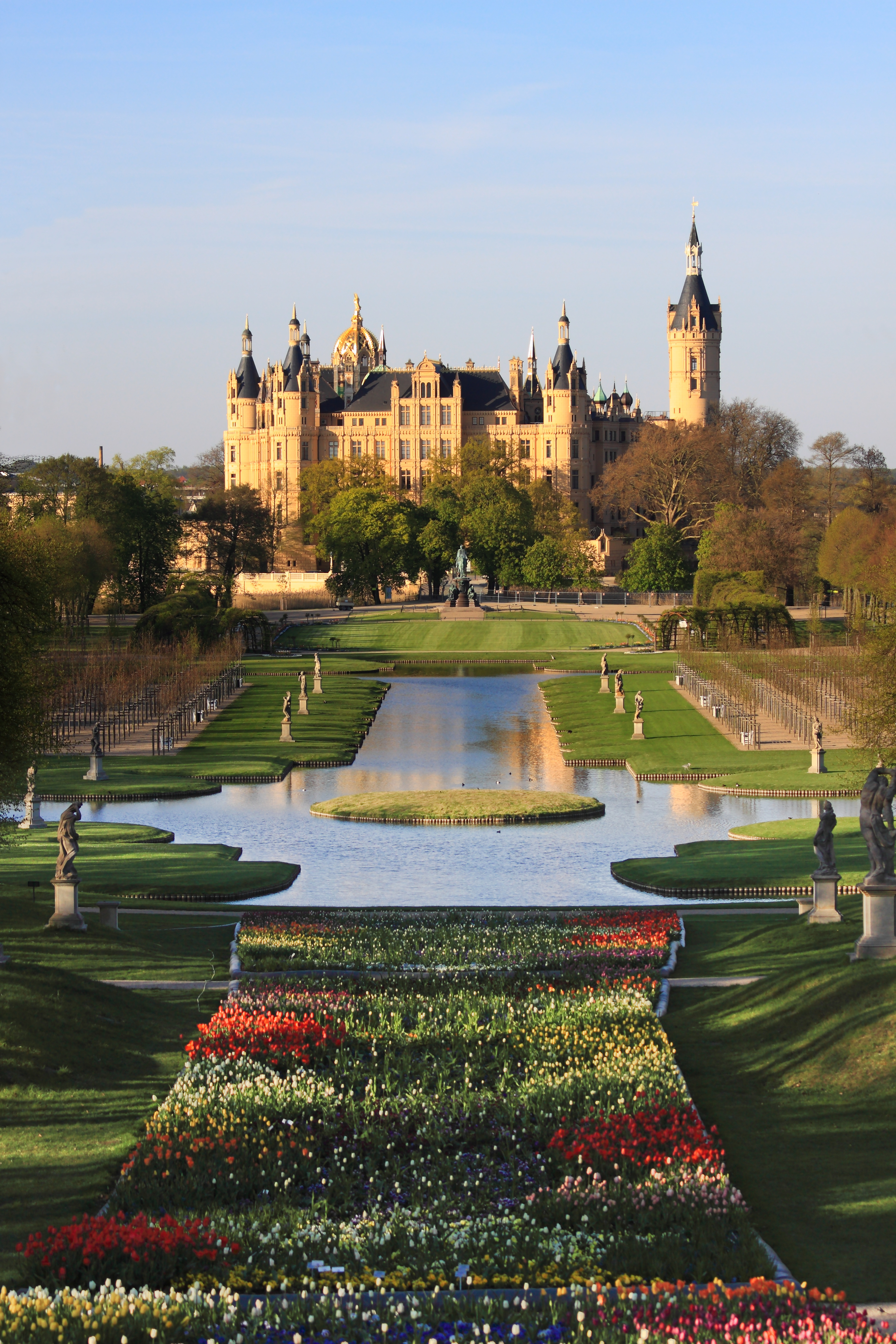
Schweriner Schlossgarten mit Kreuzkanal

Die Bundesgartenschau 2009 fand vom 23. April bis 11. Oktober 2009 in der mecklenburg-vorpommerschen Landeshauptstadt Schwerin statt und hatte 1,86 Millionen Besucher. Das Motto der Gartenschau lautete „Sieben Gärten mittendrin“. Im Gegensatz zu den im zweijährlichen Turnus in deutschen Städten dargebotenen Garten- und Landschaftsbauausstellungen der letzten Jahre wurden keine zuvor ungenutzten oder renaturierten Flächen außerhalb der Innenstadt, sondern das Areal um das Schweriner Schloss einschließlich des Burgsees und des Westufers des Schweriner Sees als zentraler Veranstaltungsort gewählt.
Zur BUGA 2009 erwartete die örtliche Veranstalter-GmbH 1,8 Millionen Besucher. Das Gesamtbudget war mit 74,5 Millionen Euro angegeben, wovon 43 Millionen Euro auf Investitionen fielen. 39.500 m² des insgesamt 550.000 m² großen Areals waren als Ausstellungsfläche vorgesehen, wovon Ausstellungshallen 4000 m² einnahmen. Die Schweriner BUGA 2009 schloss mit einem Gewinn von rund 3 Millionen Euro ab. Seitdem erlebte Schwerin ein erhöhtes Investitionsvolumen, 2010 erstmals seit 1988 einen Bevölkerungszuwachs und ein Wachstum im Tourismus von über 8,3 Prozent (2013) im Vergleich zu 2008.
Für 2025 erhielt Schwerin den Zuschlag der BUGA-Gesellschaft für eine weitere Bundesgartenschau, die das Konzept von 2009 weiterentwickeln und nach dem Westufer dann das Südufer des Schweriner Sees für Bewohner und Besucher besser erschließen soll. Über die Ausrichtung sollte ein Bürgerentscheid am Wahltermin der Bundestagswahl 2017 im September entscheiden. Auf Grund fehlender finanzieller Unterstützung durch die Landesregierung Mecklenburg-Vorpommern und der hohen Verschuldung der Stadt Schwerin mussten die Pläne für eine weitere Bundesgartenschau aufgegeben werden.

## Planungen und Vergabe
Bereits im Herbst 1997 wurde im Bauamt der Stadt Schwerin geplant, sich für die Bundesgartenschau 2005 zu bewerben. Der Beschluss der Stadtvertretung für eine Bewerbung zur Austragung der Veranstaltung im Jahr 2009 fiel am 12. September 1998. Die veranschlagten Kosten dafür lagen bei 150 Millionen DM, von der die Stadt ein Drittel zu tragen habe. Am 11. April 1999 setzte sich Schwerin gegen acht weitere Bewerber durch und erhielt den Zuschlag für die BUGA 2009. Das ursprünglich gewählte Motto der Gartenschau war „Schwerin im Spiegel der Seen“. Die Veranstaltung, die laut Aussagen des ehemaligen Baudezernenten der Stadt, Axel Höhn, „keine gewöhnliche Blumenschau“ werden soll, war verknüpft mit einem langfristigen Stadtentwicklungskonzept.

## Die Sieben Gärten

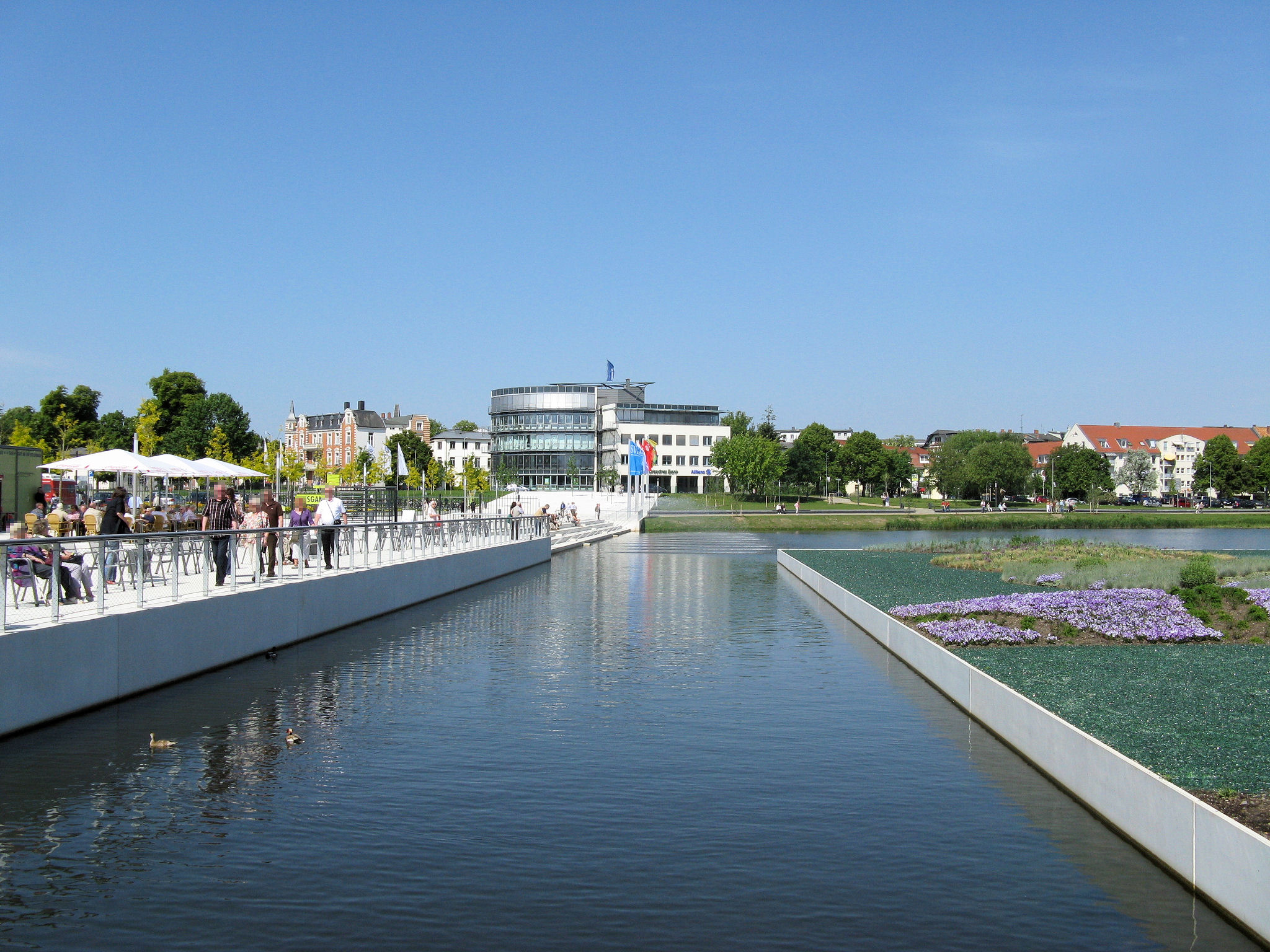
Burgseeufer und Schwimmende Wiese

### Garten des 21. Jahrhunderts
Der Garten des 21. Jahrhunderts umfasste das Gelände um den Burgsee und war Eingangs- und Empfangsbereich der Bundesgartenschau. Der See wurde von April bis August 2007 durch Ausbaggerungen in südlicher Richtung erweitert. Hauptattraktion war eine durch ihre Lage zwischen See und einem Graben und die rechteckige Form mit den geraden Uferkanten scheinbar „schwimmende Wiese“. Diese ist durch eine Brücke mit dem geometrisch mit Robinien bepflanzten Platz am Ufer verbunden.
Am Südufer des Sees befinden sich außerdem eine eigens für die Gartenschau eingerichtete Straßenbahn-Wendeschleife, Serviceeinrichtungen und eine Säulenhalle.

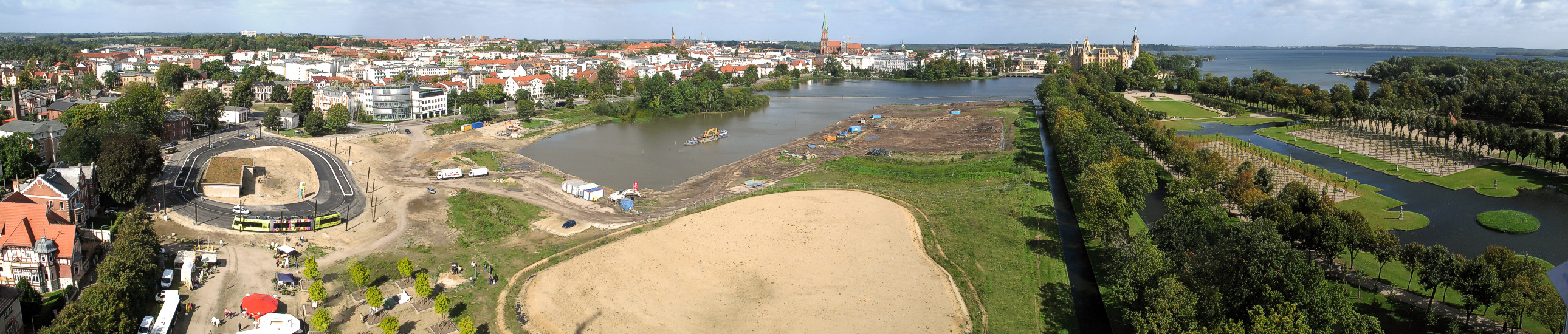
Der Burgsee nach der Erweiterung im September 2007, links: die neue Straßenbahnwendeschleife

### Schlossgarten
Der Schlossgarten war der größte der sieben Gärten. Er erstreckte sich vom Schweriner und dem Burgsee im Norden bis zum Faulen See im Süden. Zentral gelegen ist der in einer Blickachse zum Schloss befindliche Kreuzkanal. Im einst von Peter Joseph Lenné im Stil eines englischen Landschaftsparks konzipierten Greenhouse-Garten wurde Gartenbaukunst mehrerer Jahrhunderte gezeigt. Geboten wurden außerdem das Thema Grabgestaltung und Denkmal, ein Heckengarten und ein Kinderspielplatz nach historischem Vorbild.

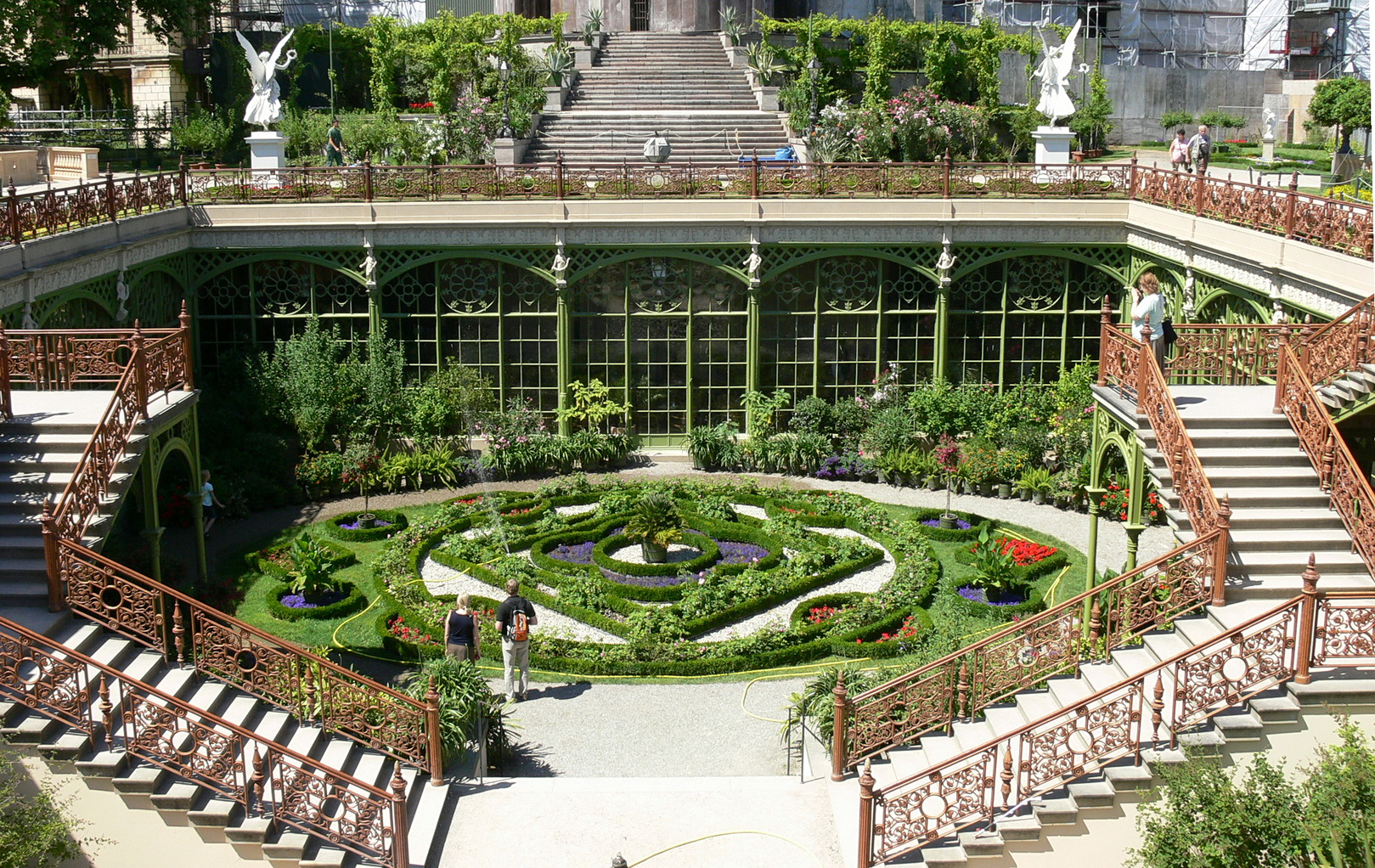
Orangerie des Schweriner Schlosses

### Burggarten
Der Burggarten befindet sich direkt auf der Schlossinsel, die durch zwei Brücken mit der Altstadt und dem Schlossgarten verbunden ist. Die Gestaltung orientierte sich an dem Stand des Jahres 1857. Zentraler Mittelpunkt war die Orangerie des Schlosses. Außerdem waren Elemente englischer Landschaftsgärten, italienische Terrassengärten im Stil der Renaissance und Rosengärten zu sehen.

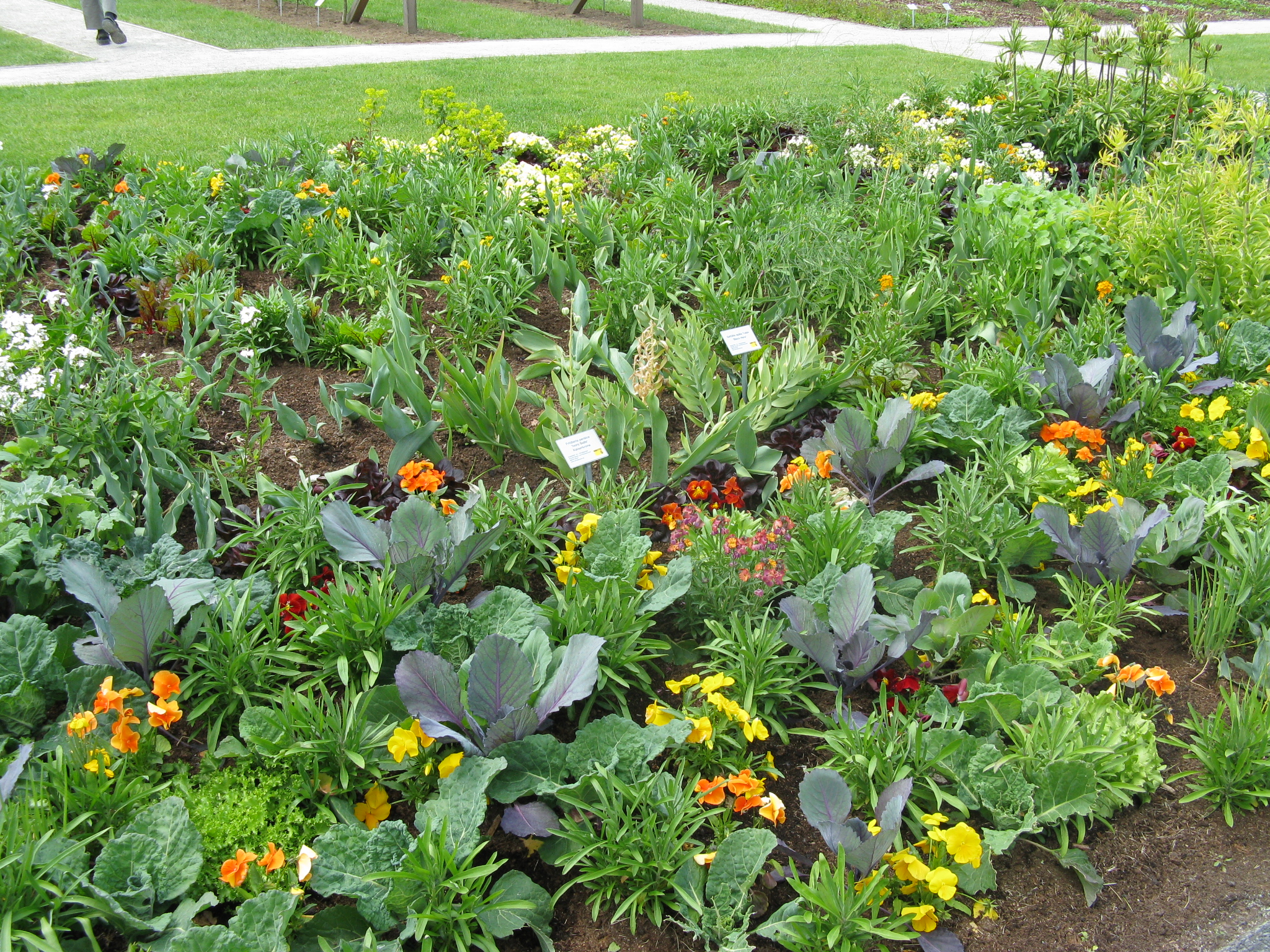
Gemischtes Blumen- und Gemüsebeet

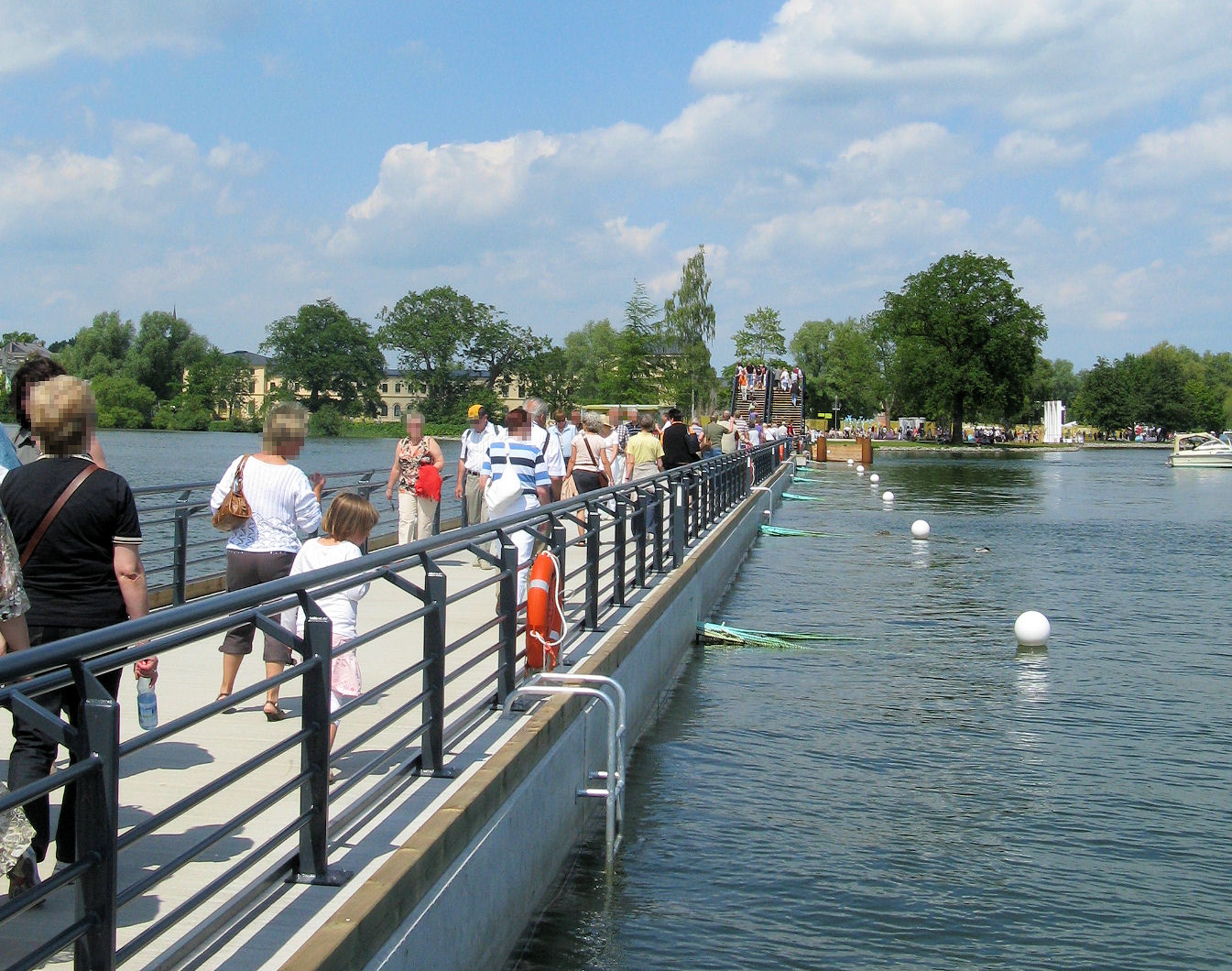
Pontonbrücke

### Küchengarten
Der von einer Backsteinmauer umgebene Küchengarten versorgte einst die herzogliche Küche mit Obst, Gemüse und Zitrusfrüchten. Im Winter wurden hier in einem Warm- und einem Kalthaus frostempfindliche Pflanzen aufbewahrt. 2009 war der Küchengarten unter anderem Ort für 20 Hallenschauen. Gezeigt wurden neueste Züchtungen von Nutzpflanzen sowie Gemüse, Kräuter, Wein, Beerensträucher, Obstbäume sowie auch Kletterrosen und Kübelpflanzen.

### Ufergarten
Direkt am Seeufer gelegen, schloss sich der Ufergarten nördlich an den Küchengarten und westlich an den Naturgarten an. Neben einer Wechselflorfläche war dieser Garten ein Ort, der Gastronomie, Strandbereich, Spielbereich und Kinderbetreuung bot. Durch eine eigens für die BUGA errichtete Pontonbrücke wurde eine Verbindung zum Garten am Marstall über den Schweriner See geschaffen.

### Naturgarten
Der Naturgarten war der östlichste Teil des BUGA-Geländes. Er erstreckte sich von der Großen Karausche, einem kleinen See, bis zum Südufer des Schweriner Sees. Laut Angaben des Veranstalters erfolgten nur wenige gestalterische Eingriffe in das Areal. Die Große Karausche ist ein Gewässer im weit fortgeschrittenen Verlandungsstadium. Es ist von einem Schwingmoor-, Röhricht- und Erlenbruchwaldstreifen umgeben.
Weiterhin wurden im Naturgarten die zurückhaltende Bewirtschaftung von Feuchtwiesen sowie eine Orchideenwiese gezeigt. Es befand sich dort ebenfalls ein Spielplatz, ein Kinderbauernhof und das so genannte Grüne Klassenzimmer.

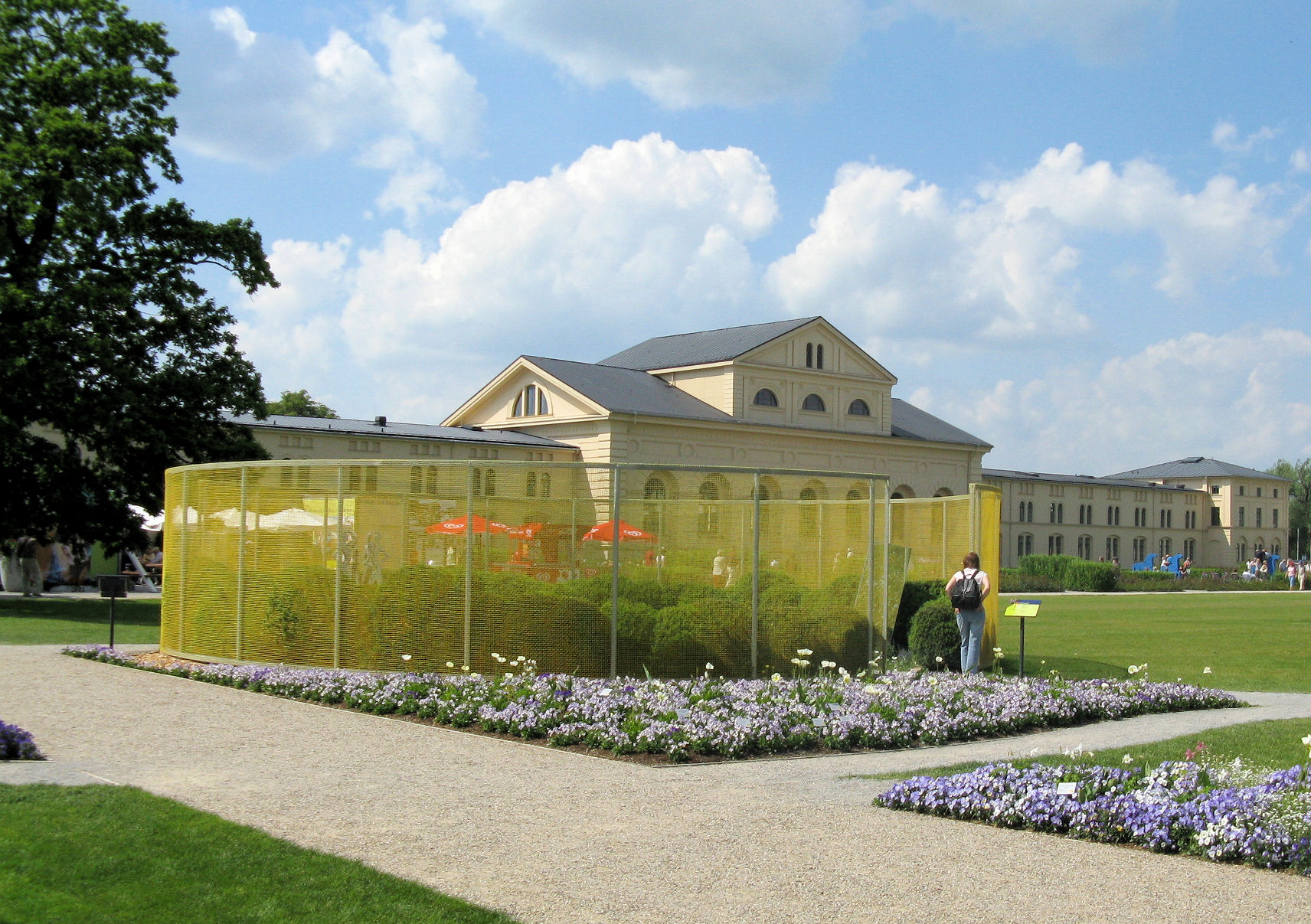
Garten am Marstall

### Garten am Marstall
Das Areal wird geprägt durch den großherzoglichen Marstall mit seiner klassizistischen Fassade. Der nördlichste Garten bot in einer offenen Parklandschaft neben Grünflächen auch Stauden-, Rosen- und Wechselbepflanzungen sowie Sonderthemen, wie etwa Dahlien. Nördlich schließt sich der bis August 2008 neu gestaltete Stadthafen mit Vorplatz am sogenannten Beutel, einer Bucht am Westufer des Schweriner Sees, an. Eine 325 m lange Pontonbrücke verband den Garten am Marstall mit dem Ufergarten.

## Außenstandorte

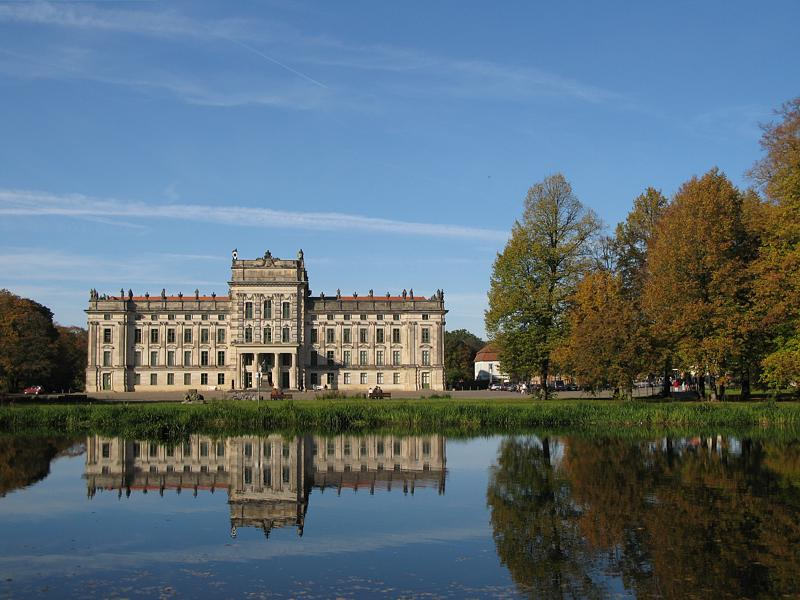
Schloss Ludwigslust

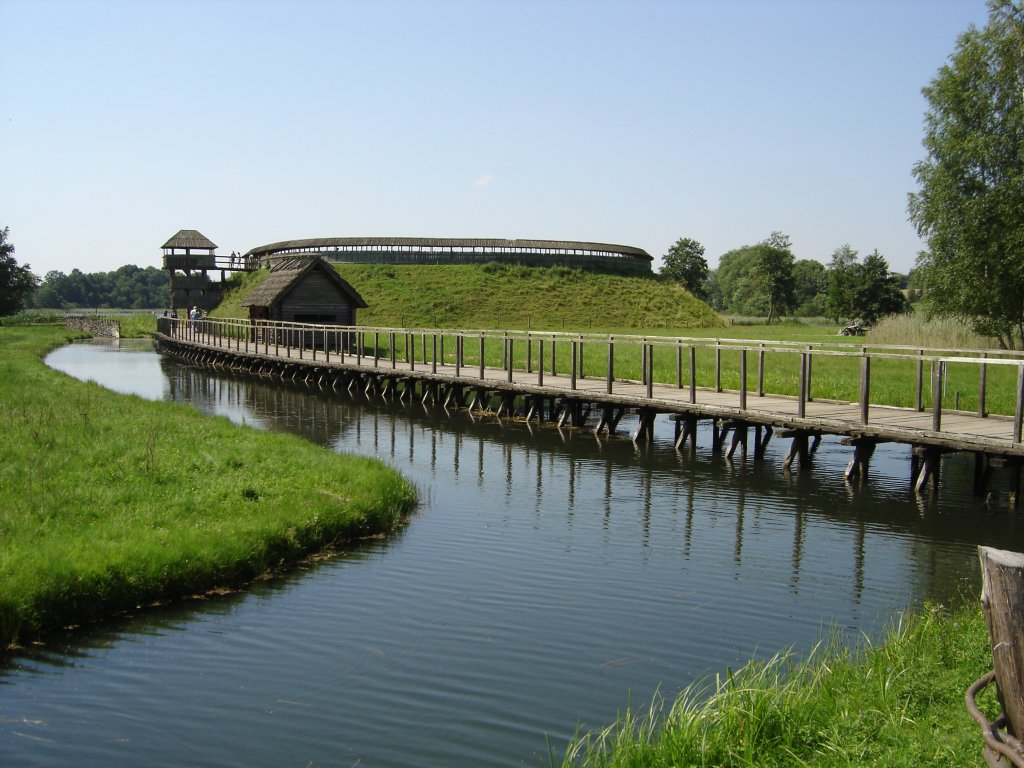
Freilichtmuseum Groß Raden

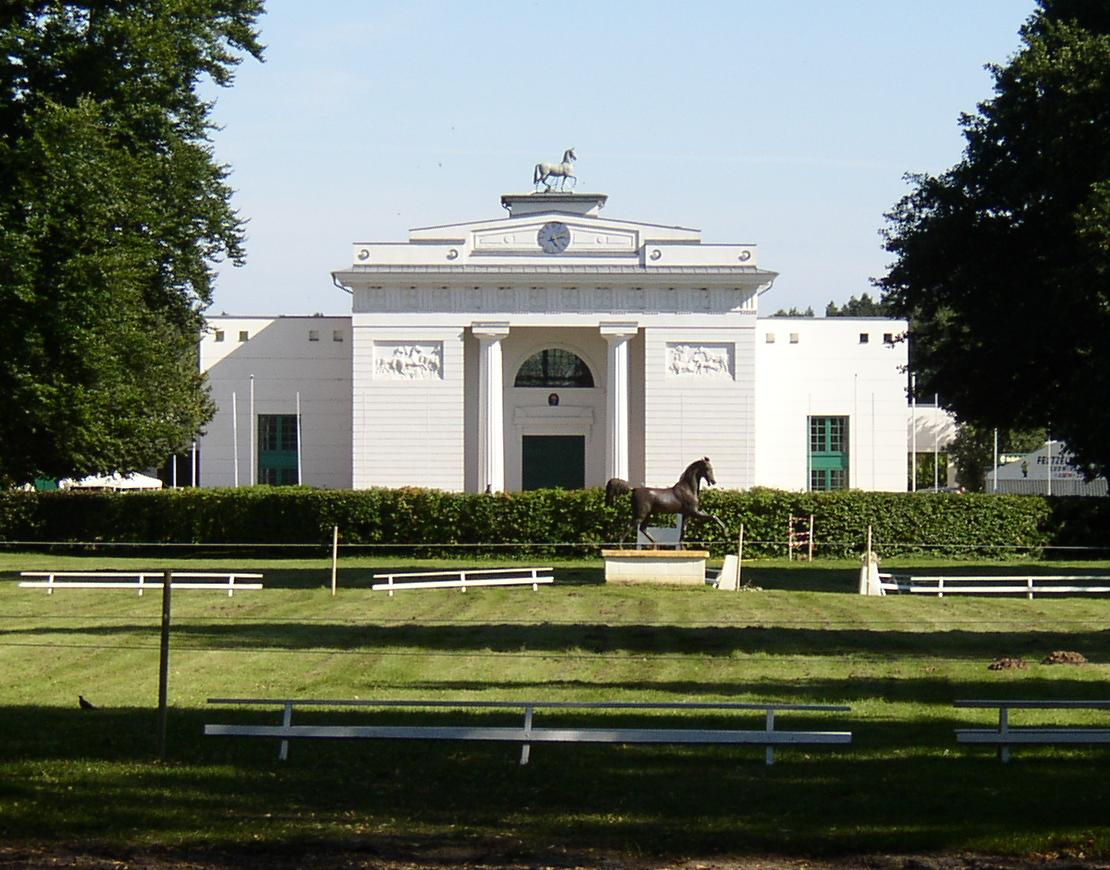
Landgestüt Redefin

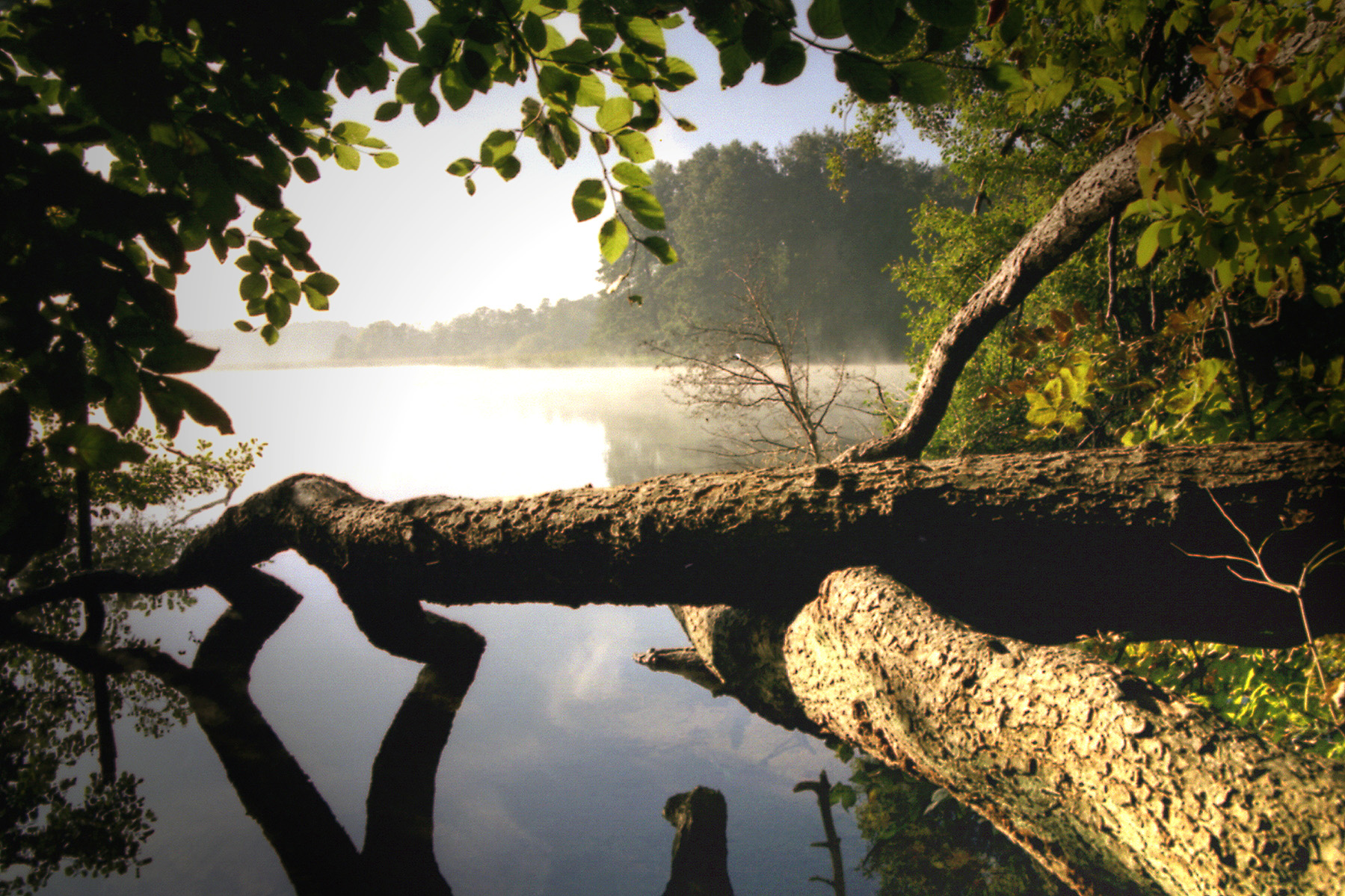
Biosphärenreservat Schaalsee

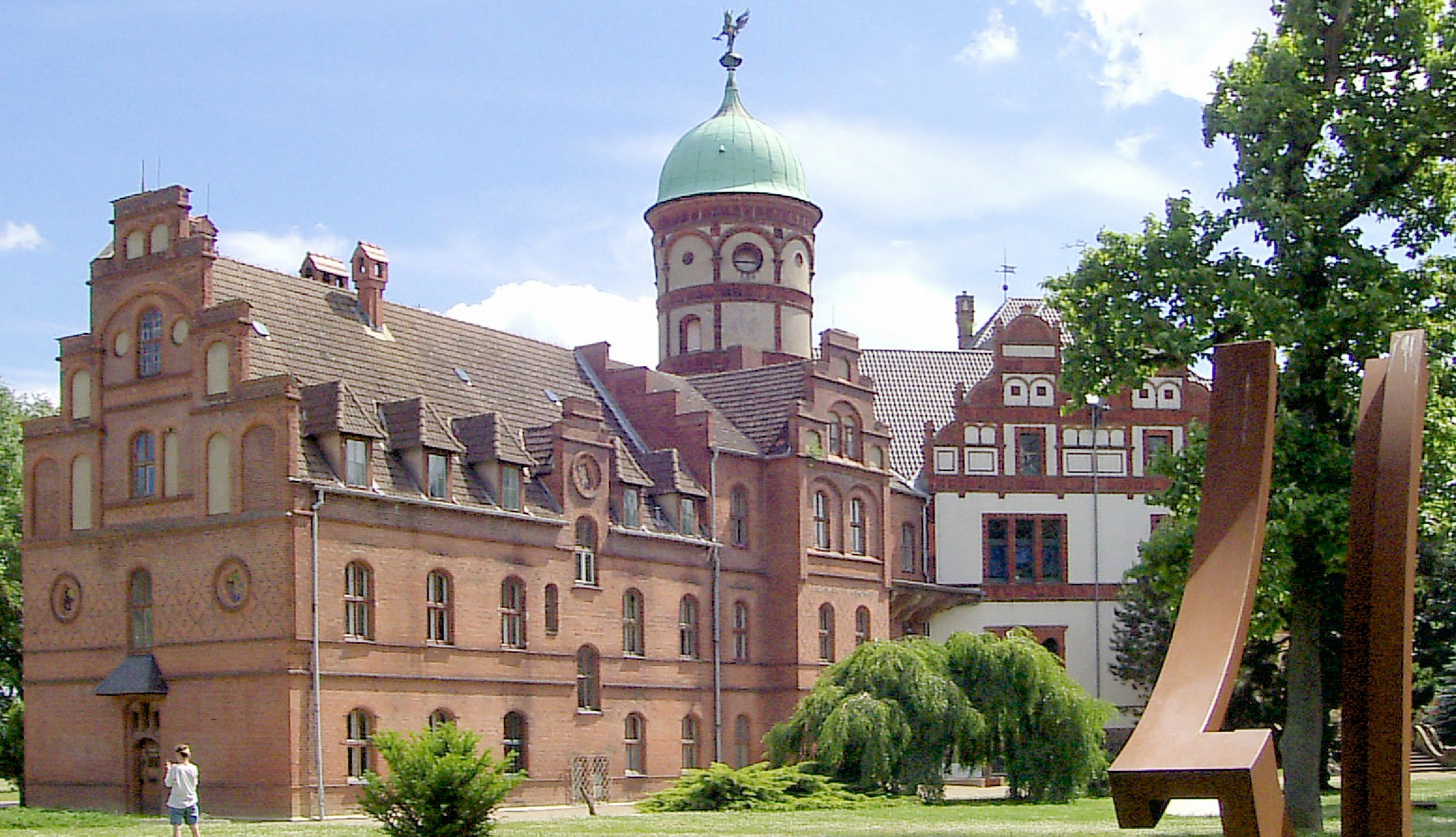
Schloss Wiligrad

In die Bundesgartenschau waren 34 Projekte einbezogen, die sich in ganz Mecklenburg-Vorpommern, vor allem jedoch in den umliegenden Landkreisen befanden.
- Ostseebad Boltenhagen – Seeheilbad in Mecklenburg
- Burg Stargard, Stadtkern und Burganlage
- Klosteranlage Dobbertin
- Dömitz
- Amt Eldenburg-Lübz (Landkreis Parchim; jetzt Landkreis Ludwigslust-Parchim)
  - Schloss Passow mit Gutspark
  - Kirche Kuppentin
  - Historische Altstadt und Stadtpark von Lübz
  - Schloss Daschow mit Gutspark und Naturlehrpfad
- Miniland Mecklenburg-Vorpommern, Modell- und Landschaftspark Göldenitz
- Grevesmühlen
- Archäologisches Freilichtmuseum Groß Raden
- Güstrow, unter anderem Natur- und Umweltpark (seit 2015: Wildpark-MV) und Schloss
- Klütz
- Schloss Bothmer, Klütz
- Landschaftsschutzgebiet Lewitz
- Schloss und Schlossgarten Ludwigslust
- Schloss Marihn mit Park
- Landkreis Nordwestmecklenburg
  - Schlossgut Groß Schwansee
  - Schloss Wedendorf
  - Schloss Hasenwinkel
- Kunstachse Nordwestmecklenburg (Schwerin, Klein Trebbow, Wiligrad, Plüschow, Dönkendorf, Weitendorf)
- Rund um Lützow
- Naturpark Nossentiner/Schwinzer Heide und Langenhägener Seewiesen
- Neukloster, Klosteranlage
- Zukunftszentrum Mensch – Natur – Technik – Wissenschaft Nieklitz
- Parchim
- Schloss Ralswiek mit Park
- Schloss Rattey mit Park
- Landgestüt Redefin
- Handwerker- und Klosterstadt Rehna
- Biosphärenreservat Schaalsee
- Stepenitztal und Radegast
- Sternberger Seenlandschaft
- Tierpark Ueckermünde
- Erlebnisregion Vorbeck
- Wangeliner Garten
- Schloss Wiligrad
- Schaugarten und Labore der Hochschule Wismar
- Solarzentrum Mecklenburg-Vorpommern in Wietow

## Logos und Symbole

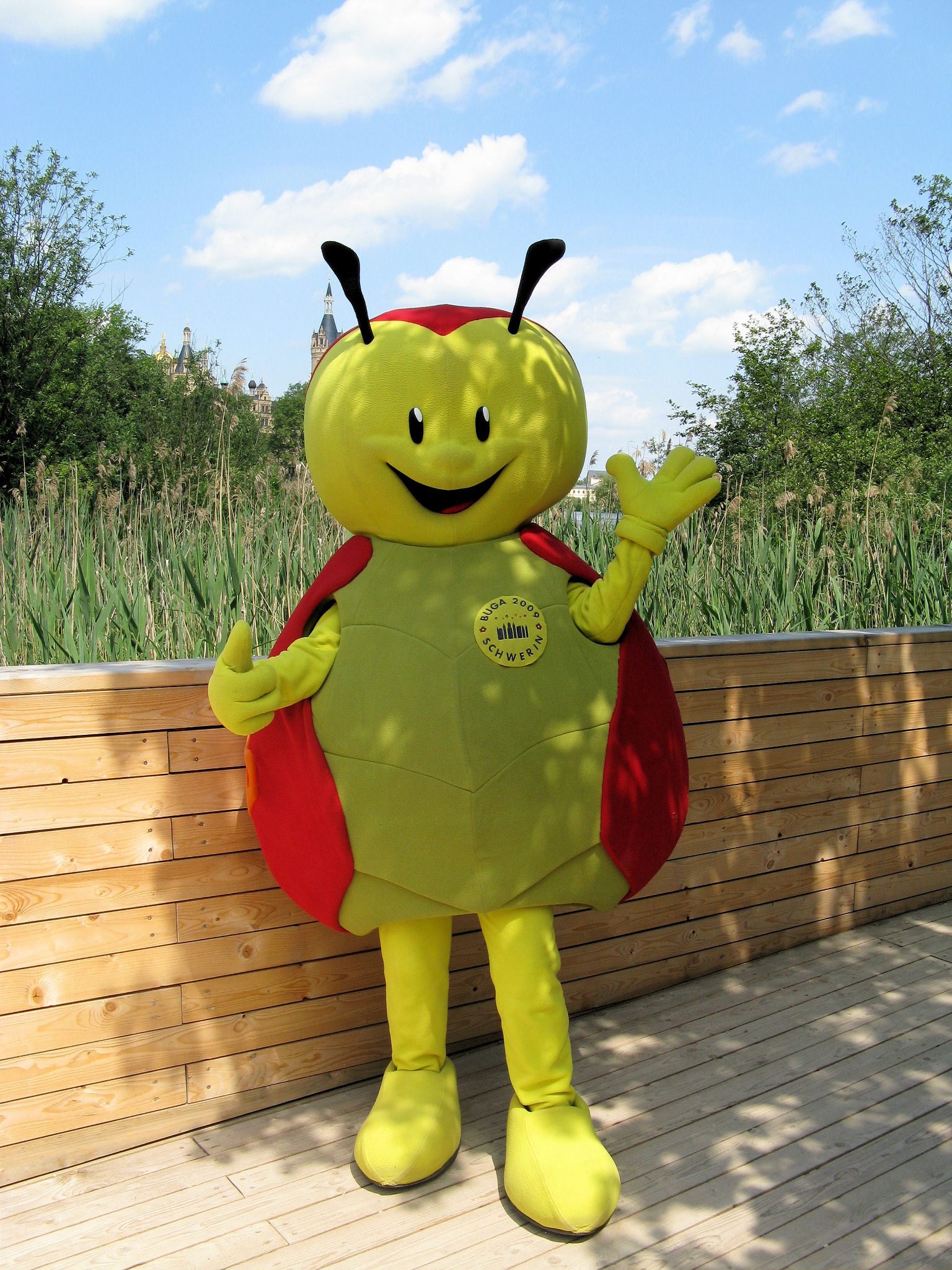
Maskottchen Fiete

Im Logo ist in grünen oder blauen Farben das Schweriner Schloss mit seinen Türmen dargestellt, über diesem befinden sich sieben Blüten, die in Rottönen gehalten sind. Unter das Schloss ist der zweizeilige Schriftzug BUGA 2009 SCHWERIN, in anderer Darstellung auch BUNDESGARTENSCHAU 2009 SCHWERIN, gesetzt worden. Dieses Logo wurde im März 2006 der Öffentlichkeit vorgestellt.
Das ursprünglich verwendete Logo zeigte auf schwarzem Hintergrund oben den Stadtnamen SCHWERIN, in der Mitte einen durch einen Querstrich geteilten Kreis, dessen Hälften in blau und grün dargestellt wurden, und unten den Schriftzug BUGA 2009.
Maskottchen der Veranstaltung war Fiete, ein rot-grüner Marienkäfer, der die auch im Logo verwendeten Blüten auf dem Rücken trägt. Den Namen wählte eine Fachjury aus 1323 abgegebenen Vorschlägen im Oktober 2007 aus.

## Kritik
Die unter anderem zur Wiederherstellung von Sichtachsen durchgeführten Baumfällarbeiten im Schlossgarten führten vor der Bundesgartenschau zu heftigen Diskussionen über die Vereinbarkeit der Veranstaltung mit dem Naturschutz. Dabei waren beispielsweise rund 200-jährige Linden gefällt und durch junge Bäume ersetzt, sowie ein Entwässerungsgraben durch ein Moorgebiet um die Große Karausche gelegt worden. Zudem bestanden Zweifel an der Finanzierung der Bundesgartenschau, da für möglicherweise erwirtschaftete Verluste ausschließlich die ausrichtende Stadt aufkommen muss, nicht aber die in die Organisation der Gartenschau involvierten Gartenverbände, die von dieser finanziell profitieren. Pläne zur Weiternutzung der anlässlich der Gartenschau erbauten Infrastruktur, wie der neu angelegten Burgseeinsel, wurden zudem als wenig praktikabel kommentiert. Gegen alle Erwartungen schloss die Buga Schwerin mit einem Gewinn von etwa 3 Mio. € ab.